# Gretha
Gretha ist ein weiblicher Vorname.

## Herkunft und Bedeutung
Gretha ist eine niederländische und deutsche Kurzform des Vornamens Margarete.

## Namensträgerinnen
- Gretha Jünger (1906–1960), deutsche Autorin, Ehefrau Ernst Jüngers
- Gretha Smit (* 1976), niederländische Eisschnellläuferin
- Gretha MacLeod (1876–1917), siehe Mata Hari